# برنارد أ. موناغان
برنارد أ. موناغان (بالإنجليزية: Bernard A. Monaghan)‏ هو محامي أمريكي، ولد في 1916، وتوفي في 1987.